# Antonio Thomas
Thomas (Tom) Matera (Springfield (Massachusetts), 23 december 1980), beter bekend als Antonio Thomas, is een Amerikaans professioneel worstelaar die actief was in de World Wrestling Entertainment op WWE RAW.

## In worstelen
- Afwerking bewegingen
  - Broken Promise (Rolling cutter)

- Kenmerkende bewegingen
  - Fisherman buster
  - Gutwrench powerbomb

## Kampioenschappen en prestaties
- Cyberspace Wrestling Federation
  - CSWF Tag Team Championship (1 keer)

- Eastern Wrestling Alliance
  - EWA Heavyweight Championship (1 keer)
  - EWA New England Heavyweight Championship (1 keer)
  - EWA Tag Team Championship (1 keer met Johnny Heartbreaker)

- Green Mountain Wrestling
  - GMW Tag Team Championship (1 keer)

- New England Championship Wrestling
  - NECW Tag Team Champion (1 keer met Chad Storm)
  - 2009 Iron 8 Tournament Champion

- Wrestling Federation of America
  - WFA Heavyweight Championship (1 keer)